# El Puerto de Santa María
El Puerto de Santa María je španělské přístavní město v metropolitní oblasti Cádizu v západní části autonomního společenství Andalusie, v provincii Cádiz. Žije zde přibližně 90 tisíc obyvatel.

## Historie
Podle Homérovy Odyssey město založil Menestheus, uprchlík z trojské války, který se usídlil v ústí řeky Guadalete a založil město nazvané Menesthéův přístav.
V roce 711, po arabské invazi ze severní Afriky, bylo město přejmenováno na Alcante (Alcanatif), což znamená Přístav soli. Jméno bylo odvozeno ze starého průmyslu na výrobu soli, který zde provozovali Féničané a Římané.
V roce 1260 město dobyl Alfons X. Kastilský a přejmenoval je na Santa María del Puerto. Ve svých Zpěvech k Panně Marii  děkuje za zázračné uzdravení svých nohou v tamním kostele.
Druhá výprava Kryštofa Kolumba vyrazila v září 1493 právě z tohoto města. Její navigátor Juan de la Cosa zde v roce 1500 nakreslil mapu světa, první mapu, na níž je zachycen Nový svět. Kolumbus město navštívil už roku 1480, hledaje pomoc pro své plány. Ve městě později sídlila řada bohatých kupců, kteří provozovali obchod s Amerikou. V 16. a 17. století bylo město zimním přístavem královských galér. V 19. století zde sídlil generální štáb francouzské armády pod velením Josefa Bonaparta (1801–1812) během Španělské války za nezávislost.
Ve městě je díky jeho bohaté historii mnoho muzeí a pomníků; rovněž je pouhý kousek cesty od Cádizu.

## Galerie

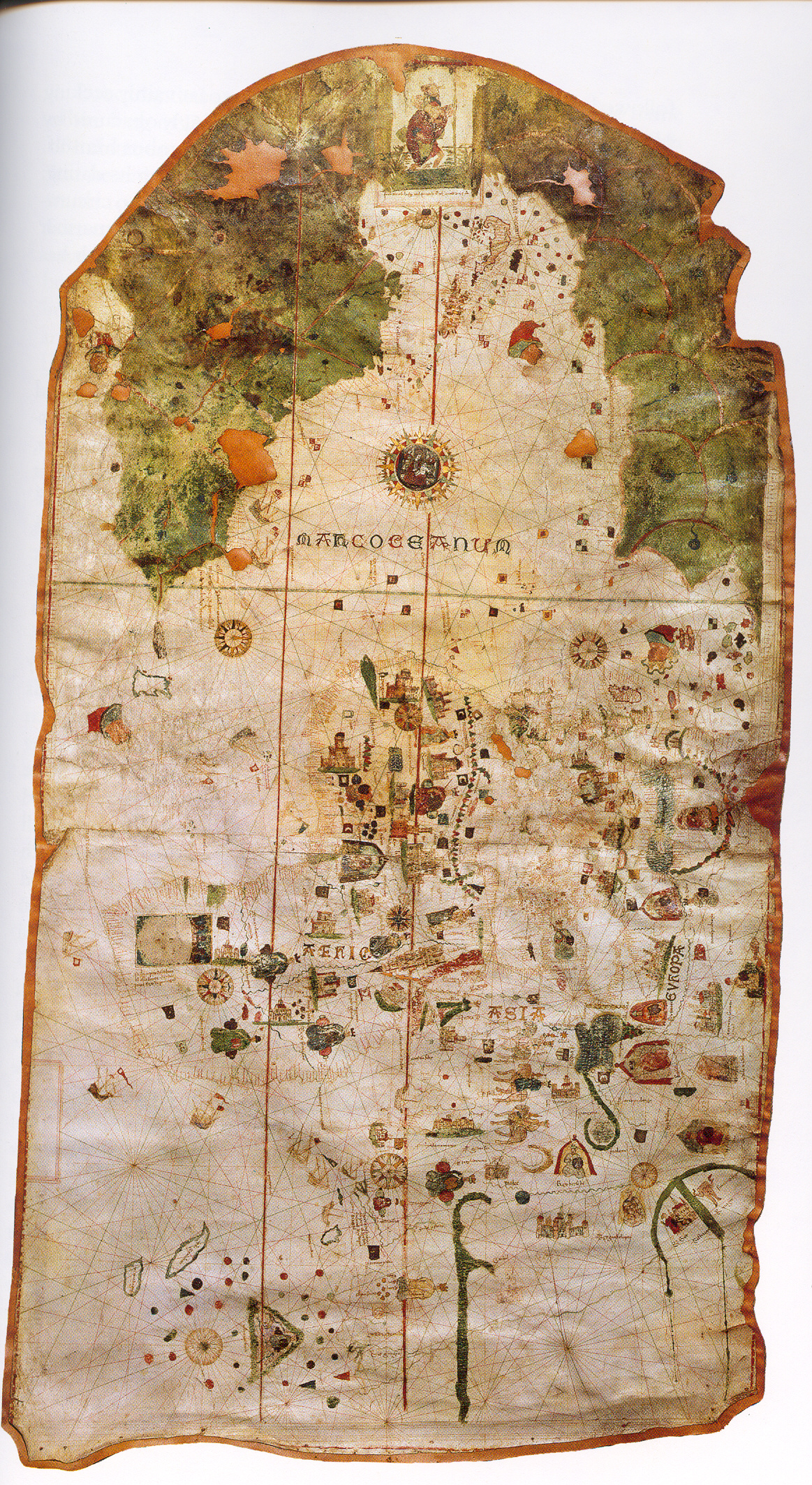
Juan de la Cosa, mapa
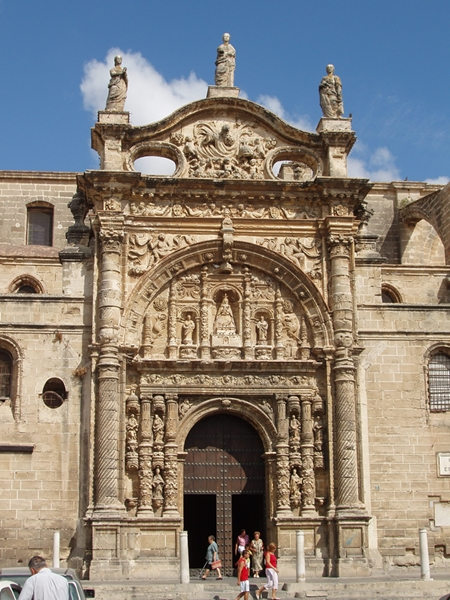
Převorství
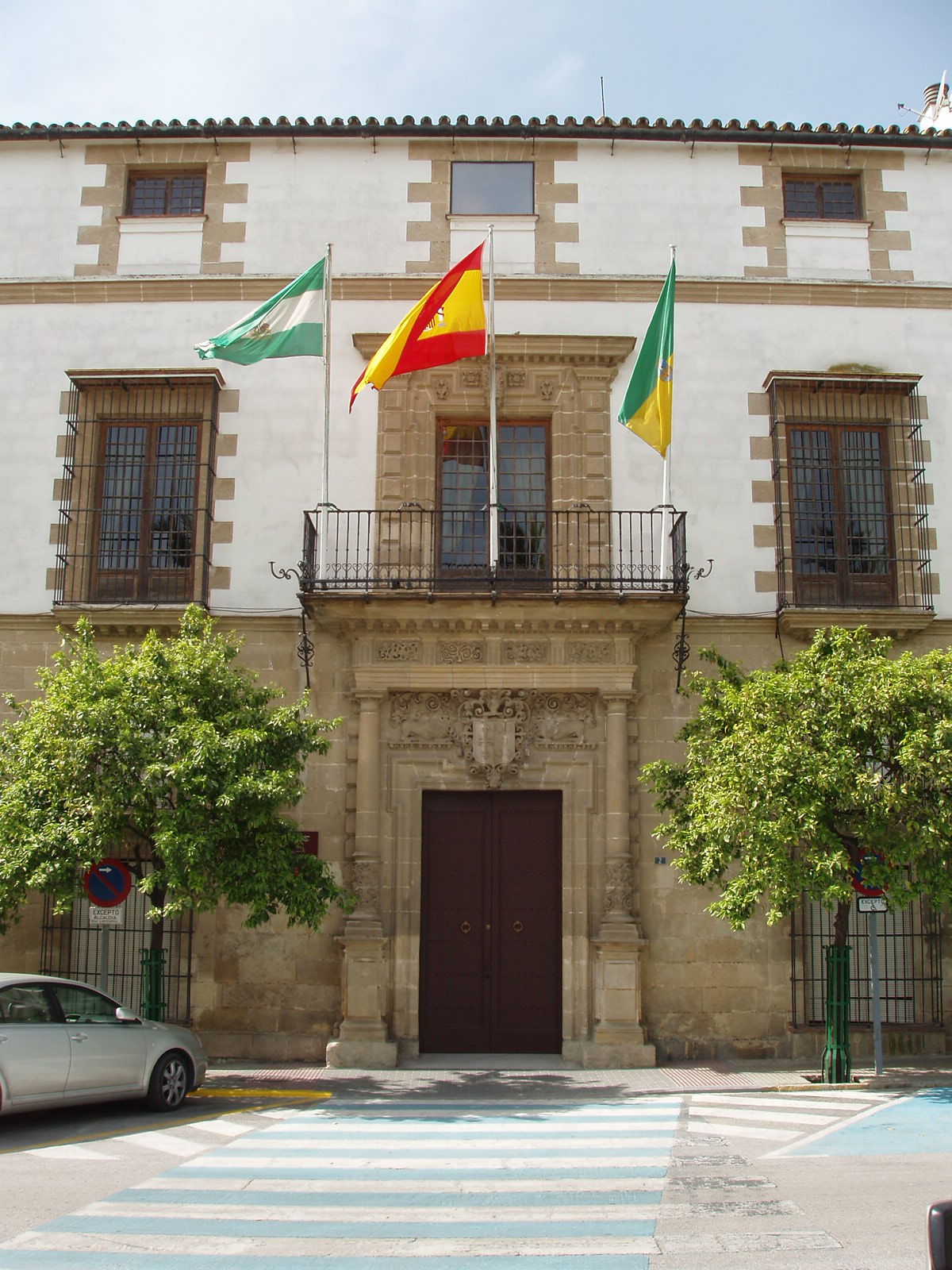
Radnice
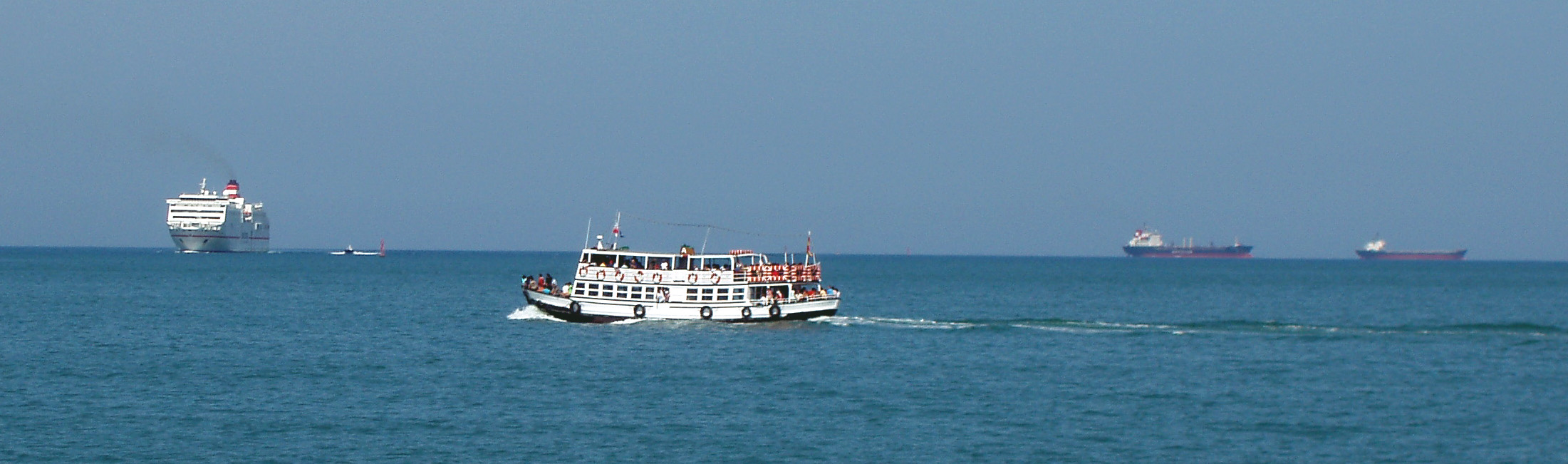
Panoráma Cádizského zálivu

## Partnerská města
- Ermoupolis, Řecko
- Al-Kuvíra, Západní Sahara
- Coral Gables, Florida, USA

## Slavní obyvatelé
- Rafael Alberti, básník Generace 27
- Pedro Muñoz Seca, dramatik